# سیارک ۲۵۳۷۴
سیارک ۲۵۳۷۴ (به انگلیسی: 25374 Harbrucker، نامگذاری:1999TC178) بیست و پنج هزار و سیصد و هفتاد و چهارمین سیارک کشف شده‌است که در ۱۰ اکتبر ۱۹۹۹ کشف شد.
قدر مطلق سیارک برابر ۱۴.۸ است.